# Byrrhus nicolasi
Byrrhus nicolasi is een keversoort uit de familie pilkevers (Byrrhidae). De wetenschappelijke naam van de soort is voor het eerst geldig gepubliceerd in 1967 door Fiori, Mellini & Crovetti.